# Núria Bendicho Giró
Núria Bendicho Giró (Barcelona, 1995) és una escriptora catalana. Es va llicenciar en filosofia. El 2020 es va presentar al Premi Anagrama amb un text que no va guanyar, però que el jurat va "recomanar-ne la publicació". El 2021 va publicar finalment Terres mortes, la seva primera novel·la, a Editorial Anagrama, que va ser nominada com a finalista al XXII Premi Llibreter de Literatura catalana i nominada també al Premi Òmnium a la millor novel·la de l'any. L'obra ha sigut descrita com un drama rural extrem, amb aires de Rodoreda, Faulkner, Víctor Català i /o Bernhard. El títol fa referència a Terra baixa, d'Àngel Guimerà.